# Gilmorton
Gilmorton – wieś w Anglii, w hrabstwie Leicestershire, w dystrykcie Harborough. Leży 17 km na południe od miasta Leicester i 130 km na północny zachód od Londynu.